# Arena de Verona
La Arena de Verona es un anfiteatro romano ubicado en la ciudad italiana de Verona, conocida por las producciones de ópera que se realizan en él (Festival de Verona). Se trata de una de las estructuras de su estilo mejor conservadas.

## Características
El edificio fue construido en el año 30 d. C. en un lugar que entonces estaba fuera de las murallas de la ciudad. Los ludii (espectáculos y juegos) que se escenificaban en él eran tan famosos que los espectadores solían venir desde muchos otros lugares, a veces muy distantes. El anfiteatro tiene una capacidad para 30 000 espectadores.
La fachada era originalmente de piedra caliza blanca y rosa de Valpolicella. Después de un terremoto ocurrido en 1117, que casi destruye el anillo externo (con la excepción de la llamada Ala), la Arena fue utilizada como cantera para otros edificios. Las primeras intervenciones que se hicieron para restaurar su funcionalidad como teatro se llevaron a cabo en el Renacimiento.

## Uso contemporáneo

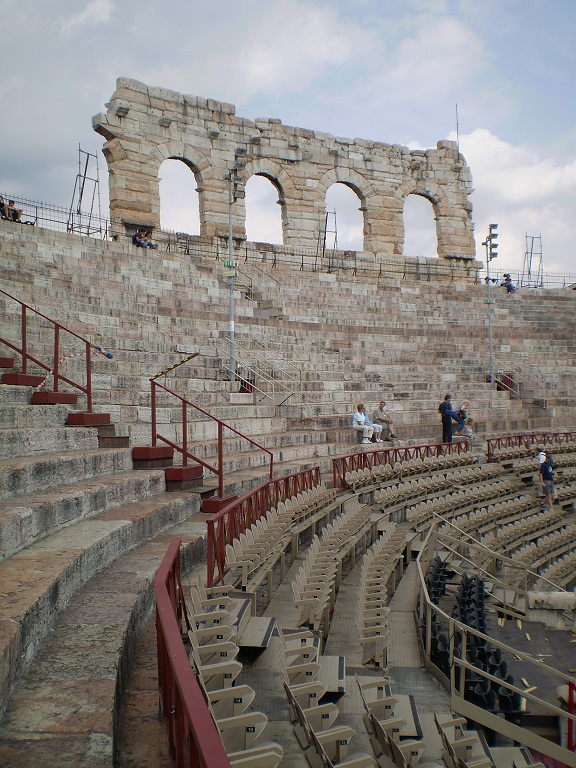
Interior de la Arena de Verona

Gracias a su impresionante acústica, el edificio se presta para conciertos, práctica que se inició el 10 de agosto de 1913 con la primera edición del Festival de Verona. Hoy en día alrededor de cuatro óperas del repertorio estándar son producidas cada año, entre agosto y septiembre. En los últimos años también se han celebrado numerosos conciertos de música ligera de artistas italianos como Umberto Tozzi, Claudio Baglioni, Tiziano Ferro, Adriano Celentano, Gianni Morandi, Laura Pausini o Il Volo, pero también internacionales como Roger Waters, Paul McCartney, Elton John, Pearl Jam, Simple Minds, Duran Duran, Adele, Spandau Ballet, Deep Purple o Sting. Durante la Pandemia de Covid-19 el cantante Diodato grabó aquí la canción que debía de haber representado a Italia en el Festival de Eurovisión 2020, cancelado, y fue emitida en el programa especial que sustituyó al certamen Europe Shine a Light.
Fue el lugar elegido por el Giro de Italia para finalizar la prueba al menos en tres ocasiones. Francesco Moser se proclamó vencedor del Giro del año 1984 gracias a la victoria en esa etapa, que se celebró contra el crono, y el Giro de Italia 2010 también acabó con una contrarreloj en esa última etapa. Esta vez el vencedor de la etapa fue Gustav Larsson, pero no cambió el líder como 26 años antes. El día 2 de junio de 2019, Richard Carapaz se proclamó campeón del Giro de Italia 2019 en la última contrarreloj celebrada en Verona, con final de etapa en la misma Arena de Verona.
En 2026, la arena albergará la ceremonia de clausura de los Juegos Olímpicos de Invierno y la ceremonia de apertura de los Juegos Paralímpicos de Invierno durante los Juegos Olímpicos Milán-Cortina d'Ampezzo 2026.